# Tolype mollifacta
Tolype mollifacta is een vlinder uit de familie van de spinners (Lasiocampidae). De wetenschappelijke naam van de soort is voor het eerst geldig gepubliceerd in 1926 door Dyar.